# Xavier Maly
Pour les articles homonymes, voir Maly.
Xavier Maly est un acteur français né à Montélimar dans la Drôme.

## Biographie

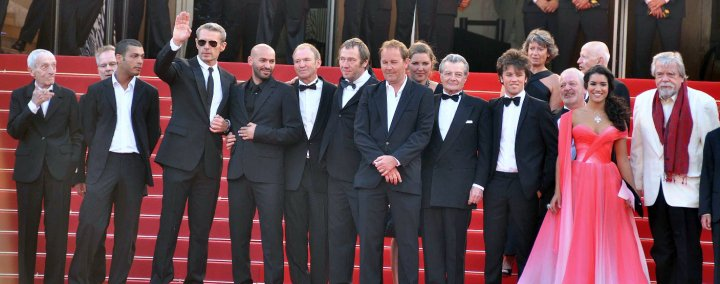
Xavier Maly (6e à partir de la gauche) avec l'équipe du film Des hommes et des dieux à Cannes en 2010.

Né à Montélimar (fils de l'artiste peintre Michel Maly), il quitte la région à l'âge de 20 ans.
Il fait alors le Cours Florent, et débute avec un one man show aux Théâtre des Blancs-Manteaux qui le conduira très vite au cinéma. Après son premier film, La Vengeance du serpent à plumes avec Coluche, il enchaîne avec des films à succès : Train d'enfer, Trois hommes et un couffin, Attention bandits, Des hommes et des dieux.
Son rôle de Frère Michel dans ce dernier film l'a marqué, il indique à ce propos : « Le film m'a appris à descendre en moi-même, vers le repos et la concentration. Depuis, tous les jours, je fais un temps mort, comme les enfants. Je n'ai pas changé brusquement, j'ai réalisé l'importance du retrait, de la méditation, alors que l'existence nous brusque sans cesse. Ça reste une énergie de fond pour ne pas être seulement dans le faire. ».
En 2012, il est le méchant père de Zach dans Ma première fois de Marie-Castille Mention Schaar.
En 2014, il est le proviseur du lycée Léon Blum de Créteil dans Les Héritiers de Marie-Castille Mention Schaar.

## Filmographie sélective

### Cinéma
- 1983 : Flics de choc de Jean-Pierre Desagnat  : Freddy
- 1984 : La Vengeance du serpent à plumes de Gérard Oury : Norbert
- 1984 : Train d'enfer de Roger Hanin
- 1985 : Trois hommes et un couffin de Coline Serreau : le policier suiveur de Michel
- 1986 : 831, Voyage incertain de Jean-Louis Lignerat : le borgne
- 1987 : Attention bandits ! de Claude Lelouch
- 1987 : La Rumba de Roger Hanin
- 1987 : Un amour à Paris de Merzak Allouache : Albert
- 1988 : Le Plus Bel Escroc des deux de Frank Oz : le groom
- 1989 : Les Eaux printanières de Jerzy Skolimowski : Pulcinella
- 1989 : Le Rêve du singe fou de Fernando Trueba : l'étudiant
- 1991 : Au petit bonheur de Azize Kabouche : le facteur
- 1991 : Un type bien de Laurent Bénégui : le policier
- 1991 : Rossignol de mes amours de Christian Merret-Palmair
- 1992 : Les Eaux dormantes de Jacques Tréfouel : François
- 1994 : Jeanne la pucelle I - Les batailles de Jacques Rivette : Xaintrailles
- 1994 : Jeanne la pucelle II - Les prisons de Jacques Rivette : Xaintrailles
- 1996 : Salut cousin ! de Merzak Allouache
- 2000 : Saint-Cyr de Patricia Mazuy
- 2002 : Astérix et Obélix : Mission Cléopâtre d'Alain Chabat : légionnaire
- 2002 : C'est le bouquet ! de Jeanne Labrune
- 2002 : Une femme de ménage de Claude Berri :  l'assistant de Jacques
- 2002 : Le Doux Amour des hommes de Jean-Paul Civeyrac
- 2003 : Un fils d'Amal Bedjaoui : client de Louise
- 2004 : RRRrrrr!!! d'Alain Chabat : Pierre, le Végétal
- 2004 : L'Américain de Patrick Timsit  : Oklahoma
- 2004 : Un long dimanche de fiançailles de Jean-Pierre Jeunet : le compagnon de Chardolot
- 2005 : Destin masqué de François Aunay
- 2006 : Mon colonel de Laurent Herbiet : Père Jeantet
- 2008 : Un monde à nous de Frédéric Balekdjian : Vasquez
- 2008 : Go Fast de Olivier Van Hoofstadt : Evrard
- 2009 : Eden à l'ouest de Costa-Gavras  : policier
- 2009 : Le Sentiment de la chair de Roberto Garzelli
- 2010 : Des hommes et des dieux de Xavier Beauvois : Frère Michel
- 2012 : Ma première fois de Marie-Castille Mention-Schaar : Jean, le père de Zach
- 2012 : La Dérive de Mathieu Salmon : Jean-Jacques
- 2013 : La Braconne  de Samuel Rondière  : Sergio
- 2013 : Entre lui et moi  de Olivier Dujols  : le père
- 2013 : Obsession  de Oscar Dorby, Jérémy Duvall  : le père
- 2014 : Les Héritiers de Marie-Castille Mention-Schaar  : le proviseur
- 2014 : La Rançon de la gloire de Xavier Beauvois : l'inspecteur Maltaverne
- 2016 : Le ciel attendra de Marie-Castille Mention-Schaar : le directeur de cabinet
- 2016 : Le Divan de Staline de Fanny Ardant : Poskrebychev
- 2017 : Les Gardiennes de Xavier Beauvois : Edgar
- 2018 : La Fête des mères de Marie-Castille Mention-Schaar : Charles
- 2018 : Rémi sans famille de Antoine Blossier : curé Chavanon
- 2019 : La Fille au bracelet de Stéphane Demoustier : le légiste
- 2022 : Notre-Dame brûle de Jean-Jacques Annaud : Monseigneur Charley
- 2022 : Saint Omer d'Alice Diop : Luc Dumontet
- 2024 : La Vallée des fous de Xavier Beauvois : Marco
- 2024 : Le Dernier souffle de Costa-Gavras : M. Ravier

### Télévision
- 2024 : Fortune de France de Christopher Thompson (saison 1 épisode 3) : ministre Arnaud Dufort
- 2023 : Enquête Parallèle de Stéphanie Pillonca-Kervern : Georges
- 2019 : Le Bazar de la charité de Alexandre Laurent
- 2019 : Roy / Kyng de Julie Voisin : Paul
- 2019 : Meurtres à Colmar de Klaus Biedermann : Dr Richard Meyer
- 2017 : Glacé de Laurent Herbiet : Maxime Thuillier
- 2014 : Falco de Jean-Christophe Delpias : Monsieur Lagarde
- 2014 : Boulevard du Palais - Un bien pour le mal de Thierry Jonquet : Maître Bertier
- 2013 : Le passager de Jérôme Cornuau : Christian Buisson
- 2012 : Manipulations de Laurent Herbiet
- 2011 : Inquisitio de Nicolas Cuche
- 2011 : Le chant des sirènes de Laurent Herbiet
- 2010 : Au siècle de Maupassant - Un gentilhomme de Jacques Santamaria et Gérard Jourd'hui : Maître Poivret
- 2009 : Un gentilhomme de Laurent Heynemann
- 2009 : L'internat de Bruno Garcia et Christophe Douchand
- 2009 : Blanche Maupas de Patrick Jamain : le curé
- 2009 : Le chasseur de Nicolas Cuche
- 2008 : Adieu De Gaulle, Adieu de Laurent Herbiet : le dentiste
- 2008 : Entre deux eaux de Michaela Watteaux
- 2008 : Sur le fil - William de Catherine Touzet et Martin Garonne : Alexis Dormoy
- 2007 : Flics de Nicolas Cuche : le médecin légiste
- 2007 : Greco de Philippe Setbon
- 2007 : PJ de Claire de la Rochefoucault
- 2006 : Sœur Thérèse. com de Vincenzo Marano
- 2006 : Marie Besnard de Christian Faure
- 2005 : David Nolande de Nicolas Cuche
- 2002 : Commissaire Valence de Vincenzo Marano
- 2002 : Pas sages de Lorraine Groleau
- 2002 : La vie devant nous - L'arnaque de Vincenzo Marano
- 2001 : Sauveur de Pierre Joassin
- 2000 : Navarro - Ne pleurez pas Jeannettes de Patrick Jamain
- 2000: Avocats et associés - Quinze ans et demi de Philippe Triboit
- 1998 : Navarro - Avec les loups de Patrick Jamain
- 1997 : Le juge est une femme - Le temps des secrets de Daniel Vigne
- 1996 : Avocat commis d'office - La secte de Daniel Vigne
- 1995 : Un si bel orage de Jean-Daniel Verhaeghe : Cyprien
- 1993 : Le commissaire dans la truffière de François Leterrier
- 1993 : Maître Da Costa - Le doigt de Dieu de Bob Swaim
- 1992: Maigret - Maigret et la nuit du carrefour de Alain Tasma : Le docteur
- 1992 : Crimes et Jardins de Jean-Paul Salomé
- 1992: Navarro - La mariée est en rouge de Gérard Marx
- 1990 : Le gang des tractions - Station liberté de François Rossini
- 1989 : Barbès de Gérard Marx
- 1989 : Concerto pour un meurtre de Carolyne Maly, Emmanuel Fonlladosa
- 1988 : Le pavé du gorille de Roger Hanin
- 1988 : Ne vous fâchez pas, Imogène ! de François Leterrier
- 1987 : Un coupable de Roger Hanin
- 1984: Rien que la vérité de André Farwagi
- 1983 : Billet doux de Michel Berny
- 1982 : Un caporal ordinaire de Yves Ellena
- 1981 : Toutes griffes dehors de Michel Boisrond
- 1981 : Le village sur la colline de Yves Laumet
- 1980 : Histoires contemporaines de Michel Boisrond

## Théâtre
- 1979 : Le carosse du saint sacrement (Gérard Selles) - P. Mérimée
- 1980 : La mère coupable (Léon) - François Bertrand
- 1985 : Fouillis (François Bertrand) - Xavier Maly
- 1990 : La famille - Jean-Christian Grinevald
- 1992 : Le fou et la nonne (S.I. Witkiewicz) - Abbès Zahmani
- 1993 : Dieu merci, on ne meurt qu'une fois (M. Enkell) - Abbès Zahmani
- 1993 : J'dois pas être normal (X. Maly et M. Fayet) - Marc Fayet
- 1994 : Le Schpountz (M. Pagnol) - François Grillon
- 1995 : Eugène et Georges (E. Labiche et G. Feydeau) - Jean- Gabriel DAVY
- 1996 : L'alchimiste (B. Johnson) - Stéphane Godefroy
- 1996 : Le pourquoi du comment (X. Maly) - Valérie Hipeau
- 2017-2019 : Festen - Cyril Teste
- 2021-2022 : La Mouette - Cyril Teste

Il intervient comme professeur de théâtre dans certains lycées parisiens tel que Massillon.